# Saint-Thomas-de-Conac
Saint-Thomas-de-Conac là một xã trong tỉnh Charente-Maritime trong vùng Nouvelle-Aquitaine, tây nam nước Pháp. Xã Saint-Thomas-de-Conac nằm ở khu vực có độ cao từ 0-101 mét trên mực nước biển.

## Lịch sử biến động dân số
| Năm  | Dân số | Mật độ  |
| ---- | ------ | ------- |
| 1962 | 699    | -       |
| 1968 | 778    | -       |
| 1975 | 723    | -       |
| 1982 | 657    | -       |
| 1990 | 610    | -       |
| 1999 | 545    | 19 /km² |